# Torre longobarda (Monza)

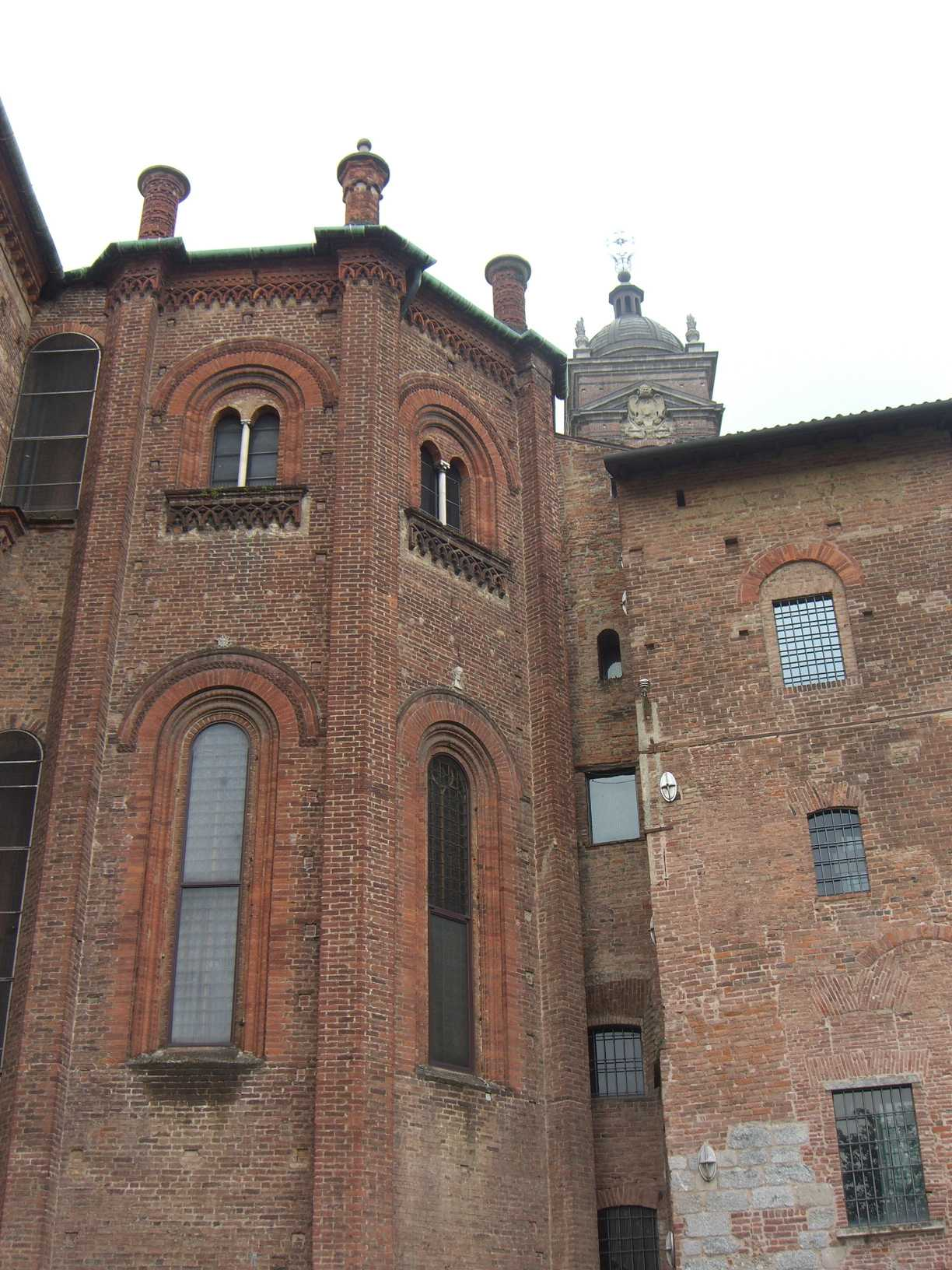
Resti della torre del VI secolo stretti tra l'abside della cappella di Teodolinda e la sacrestia vecchia

La Torre longobarda è l'unico edificio longobardo ancora esistente nella città di Monza. 
Risalente al VI secolo e alta 18 metri (ma in origine la sua altezza superava i venti metri), la torre è l'edificio più antico del complesso monumentale del duomo di Monza e rappresenta uno dei pochissimi reperti architettonici longobardi in Lombardia.

## Storia
La torre venne costruita probabilmente come elemento di difesa del Palazzo Reale di Teodolinda che sorgeva nelle vicinanze della prima basilica intitolata a San Giovanni Battista e voluta dalla stessa regina intorno al 595.
La torre venne riadattata a campanile dopo il IX secolo e fu poi inglobata nell'abside dell'attuale Basilica gotica. Venne in seguito ridotta per far posto, alla fine del XIV secolo, alla Cappella di Teodolinda degli Zavattari
L'edificio è stato oggetto di un accurato restauro nella metà degli anni novanta del XX secolo.